# Crómlech (Demo)
Crómlech es la cuarta demo de la banda de Death / Black metal Noruega, Darkthrone. El estilo de esta demo es de Death metal ya que en esa época, Darkthrone no tocaba Black metal. Crómlech fue grabada en 1989 en un concierto. La demo original contó con 3 canciones, algunas versiones posteriores incluyen una pista adicional llamado Iconoclasm Sweeps Cappadocia.

## Lista de canciones
1. The Watchtower
2. Accumulation pf Generalization
3. Sempiternal Past/Presence View Sepulchralit
4. Iconoclasm Sweeps Cappadocia (Bonus Track)

## Créditos
- Ted (Nocturno Culto) - Voces, Guitarras
- Ivar (Zephyrous) - Guitarras
- Dag - Bajo
- Gylve (Fenriz) - batería